# Коломієць Ольга Василівна
Ольга Василівна Коломієць (також Костіна; нар. 25 вересня 1973) — українська волейболістка. Учасниця Олімпійських ігор.

## Із біографії
Захищала кольори збірної України на літніх Олімпійських іграх 1996 і чемпіонаті світу 1994. На клубному рівні вона грала за Олександрію (Біла Церква) та низку інших клубів.

## Клуби
| Роки      | Команди                     |
| --------- | --------------------------- |
| 1990—1991 | «Орбіта» (Запоріжжя)        |
| 1991—1993 | «Орбіта» (Запоріжжя)        |
| 1993—1994 | «Рось» (Біла Церква)        |
| 1994—1996 | «Орбіта» (Запоріжжя)        |
| 1996—1997 | «Емлакбанк»                 |
| 1997—1998 | «Орбіта» (Запоріжжя)        |
| 1999—2000 | «Гюнеш Сігорта» (Стамбул)   |
| 2000—2001 | «Гюнеш Сігорта — Вакіфбанк» |
| 2001—2002 | «Бешикташ»                  |
| 2002—2004 | «Гюнеш Сігорта — Вакіфбанк» |
| 2007—2008 | «Орбіта» (Запоріжжя)        |
| 2008—2010 | «Сєвєродончанка»            |